# Reserva Dos
Reserva Dos fue una banda española originaria de Bilbao que trabajó todo tipo de rock y Punk con letras humorísticas, abanderándolo bajo la etiqueta de Rock Demencial.

## Historia

### Formación y primeros años
El grupo Reserva Dos nació como un grupo de compañeros de instituto que se juntan a tocar sus canciones preferidas. La demo Reserva Dos, grabación anterior a la creación misma del grupo como tal, es precisamente la documentación de una de esas jornadas de diversión despreocupada: un trabajo en el que un grupo de amigos encabezado por el Sr. Verde versiona canciones de grupos como Ramones o Judas Priest, además de incluir alguna composición original como Amanecer Fatídico.
Esta primera grabación estaba muy influenciada por el concepto de música que se tenía en España en los años 80: el espíritu del háztelo tú mismo y la electrónica de baja estofa como nexo con el proto-punk más antisistema de la península (Parálisis Permanente, Derribos Arias). 
Viendo la buena acogida que tuvo el experimento, el Sr. Verde decide contactar con el Sr. Morado y crean entre ambos Disparo a Pollajarro, la que fue la primera grabación del grupo Reserva Dos como tal. Manteniendo los teclados con los que se grabaron Reserva Dos, el grupo incorporó a su sonido las guitarras eléctricas encaminando su sonido hacia el punk. 
El dúo se amplió a cuarteto para las actuaciones en directo y, tras diversos cambios de formación, el Sr. Verde, el Sr. Morado, el Sr. Negro y el Sr. Rojiblanco grabaron el disco Rock Demencial en los estudios Chocablock de Mikel Biffs (Safety Pins, Pop Crash Colapso). A pesar de que el grupo no quedara contento al cien por cien con su sonido, este trabajo es el paradigma de lo que es el espíritu de Reserva Dos. Canciones como Zombis Fontaneros o Letrinas Asesinas constatan la afición del grupo por las historias de terror de serie B como fuente de humor absurdo, mientras que pistas como Reality Chou o Estrella los mantienen unidos a la feroz crítica punk, a través de un eslabón que se romperá definitivamente con Sueño Kaskiano, el siguiente trabajo del grupo, grabado en los estudios Maesmaje y ADE por Little Fish. 
Con este Sueño Kaskiano los Reserva Dos confirman su apuesta por el punk-Rock and roll. Las letras mantienen el humor de serie B de sus anteriores trabajos (Cariño he Enloquecido a los Armiños, Videojuego de Mierda), pero la crítica pasa a ser mucho más irónica y de una interpretación mucho más abierta (Bricomanía). Las guitarras, por su parte, se alejan de los sonidos punk para acercarse al Rock and roll que tan buenos resultados ha dado al grupo. 
Como colofón de esta primera etapa, el grupo celebró su quinto aniversario publicando el recopilatorio Toda la Mierda Junta. Además de las canciones más conocidas de la banda, allí también podían encontrarse grabaciones en directo, curiosidades y canciones inéditas.

### El Directo Permanece Inmutable
Tras nuevos cambios de formación, llegan a Reserva Dos el Sr. Fucsia y el Sr. Granate. Ambos componentes ejercen su particular influencia en el sonido del Sr. Verde y el Sr. Morado, y el grupo conoce por fin la estabilidad. En esta época fue cuando empezaron sus frecuentes colaboraciones con Mamá Ladilla, tanto en los escenarios madrileños como en los bilbaínos. El Directo Permanece Inmutable fue precisamente el fruto de una de estos conciertos. 
Iconoclastas por naturaleza, El Directo Permanece Inmutable no es más que una parodia del famoso The Song Remains the Same de Led Zeppelin. Editado en formato CD y DVD, el disco fue grabado en la sala BilboRock (Bilbao) el 10 de mayo de 2003. Se usaron un total de siete cámaras para la grabación del directo, lo que es un despliegue de medios de una cierta envergadura para un grupo alternativo como éste, y el DVD se completa con cuatro videoclips y varios gags que se encargan de presentar la actuación en directo propiamente dicha. 
El sexto trabajo de Reserva Dos tuvo como título Música Sacra y fue la última grabación del grupo con el Sr. Fucsia a la guitarra. Editado en 2006, el título era un juego de palabras en el que se pretendía reinventar el Metal Up Your Ass de Metallica que recrea libremente la portada, para convertirlo en algo así como métete nuestra música por el sacro.
En lo meramente musical, éste era un trabajo continuista con El Directo Permanece Inmutable, pero las cosas habrían de cambiar mucho con la marcha del Sr. Fucsia.

### Somos de Cera
Dada la particular idiosincrasia del grupo y el nivel de compenetración que habían adquirido sus componentes, hubiera sido muy complicado sustituir al Sr. Fucsia sin perder nada en el proceso. Así que, después de mucho pensarlo, los Reserva Dos decidieron reorganizar las funciones de cada uno de sus miembros y perder definitivamente el teclado del que se valían en algunas de sus canciones, para seguir adelante como un trío. 
El grupo estuvo girando dos años de este modo hasta que su último trabajo, Somos de cera, vio la luz el 15 de septiembre de 2008. Como siempre desde que empezara el compromiso del grupo con la música libre, el disco fue subido gratuitamente a la página de la banda bajo una licencia de Creative Commons, para que pudiera descargárselo todo aquel que quisiera. 

### Hasta la Vista Tour y Disolución
Tras el anuncio de abandono de la banda por parte del Sr. Granate en enero de 2009, el Sr. Verde y el Sr. Morado anuncian una pausa indefinida del grupo, pero deciden realizar los conciertos que tenían pendientes hasta el momento agrupándolos bajo el nombre de Hasta la Vista Tour. Las primeras actuaciones del citado tour las realiza el propio Sr. Granate, pero es Juan Abarca de Mamá Ladilla quien se ocupa de las baquetas en la última de ellas, que tiene lugar en la sala Azkena de Bilbao el 9 de mayo de 2009.

## Sonido e Influencias
El sonido de Reserva Dos evolucionó radicalmente a lo largo del tiempo. Si bien Disparo a Pollajarro estaba influenciado por el punk de los 70 y el sonido de los grupos de la movida madrileña, el grupo dio un importante paso hacia el Rock and roll con la publicación de Sueño Kaskiano. 
A partir de ese momento, tendrían más influencia en la formación grupos como Berzas, Mamá Ladilla o Siniestro Total. A pesar de que éstos sean unos grupos muy diversos en lo musical, su irreverente sentido del humor los emparenta directamente con Reserva Dos.
En lo que hace referencia a la escena internacional, el sonido de Reserva Dos es heredero de grupos como los Ramones, Misfits o Iggy Pop & The Stooges: una mezcla de punk y Rock and roll que a nadie deja indiferente.

## Compromiso con la Música Libre
El grupo Reserva Dos no ha trabajado nunca con ninguna discográfica que no fuera Bordini Records. Haciendo de la autogestión uno de los pilares fundamentales de su carrera, la banda creó este sello para poder publicar y distribuir su trabajo con total libertad. 
Los discos de Reserva Dos son distribuidos libremente a través de la página web del grupo, donde pueden encontrarse en descarga directa. 

## Discografía
- Disparo a Pollajarro - 1997
- Rock Demencial - 1998
- Sueño Kaskiano - 2000
- Toda la Mierda Junta - 2001
- El Directo Permanece Inmutable - 2003
- Música Sacra - 2006
- Somos de Cera - 2008